# Channelview
Channelview es un lugar designado por el censo ubicado en el condado de Harris en el estado estadounidense de Texas. En el Censo de 2010 tenía una población de 38 289 habitantes y una densidad poblacional de 815,28 personas por km².

## Geografía
Channelview se encuentra ubicado en las coordenadas 29°47′35″N 95°6′52″O / 29.79306, -95.11444. Según la Oficina del Censo de los Estados Unidos, Channelview tiene una superficie total de 46.96 km², de la cual 38.29 km² corresponden a tierra firme y 8.67 km² (18.46 %) es agua.

## Demografía
Según el censo de 2010, había 38 289 personas residiendo en Channelview. La densidad de población era de 815,28 hab./km². De los 38 289 habitantes, Channelview estaba compuesto por el 55.87 % blancos, el 15.31 % eran afroamericanos, el 0.81 % eran amerindios, el 1.61 % eran asiáticos, el 0.06 % eran isleños del Pacífico, el 22.61 % eran de otras razas y el 3.75 % pertenecían a dos o más razas. Del total de la población el 60.33 % eran hispanos o latinos de cualquier raza.

## Educación
El Distrito Escolar Independiente de Channelview y el Distrito Escolar Independiente de Galena Park gestionan escuelas públicas.